# Tanganicodus irsacae
Tanganicodus irsacae е вид лъчеперка от семейство Цихлиди (Cichlidae), единствен представител на род Tanganicodus.

## Разпространение
Видът е разпространен в Бурунди и Демократична република Конго.